# EY-Parthenon
EY-Parthenon ist eine der weltweit größten Strategieberatungen mit mehr als 6.500 Beschäftigen. Die Firma mit Hauptsitz in Boston unterhält 45 internationale Standorte in 25 Ländern, darunter Hongkong, Mumbai, Berlin, London, Madrid, New York, Rom, Singapur. Die Firma gehört zum Ernst-&-Young-Netzwerk, verfügt jedoch über eigenständige Karrierepfade und Bewerbungsprozesse. Vor der Akquise durch EY war Parthenon ein eigenständiges Beratungsunternehmen, das 1991 durch zwei ehemalige Bain-Berater gegründet wurde. In Deutschland wurde EY Parthenon von EY durch prominente Team-Zukäufe verstärkt.